# La Chanson à deux sous
Pour les articles homonymes, voir Pennies from Heaven.
Pour plus de détails, voir Fiche technique et Distribution.
La Chanson à deux sous (titre original : Pennies from Heaven) est un film musical américain réalisé par Norman Z. McLeod, sorti en 1936.
Il s'agit d'une adaptation du roman The Peacock Feather - A Romance de Katherine Leslie Moore, paru en 1914 chez G. P. Putnam's Sons, à New York.

## Synopsis
En prison, Larry Poole (Bing Crosby), un chanteur, promet à un compagnon de prison condamné de prendre soin de sa fille après sa libération.

## Fiche technique
- Titre original : Pennies from Heaven
- Titre français : La Chanson à deux sous
- Réalisation : Norman Z. McLeod
- Scénario : Jo Swerling, d'après une histoire originale de William Rankin, inspirée du roman The Peacock Feather - A Romance de Katherine Leslie Moore
- Direction artistique : Stephen Goosson
- Photographie : Robert Pittack
- Son : Glenn Rominger
- Montage : John Rawlins
- Musique : William Grant Still
- Direction musicale : George Stoll
- Production : Emanuel Cohen
- Société de production : Emanuel Cohen Productions
- Société de distribution : Columbia Pictures
- Pays d'origine :  États-Unis
- Langue originale : anglais
- Format : Noir et blanc  — 35 mm — 1,37:1 — son mono
- Genre : Film musical
- Durée : 83 minutes
- Dates de sortie : 
  - États-Unis : 25 novembre 1936
  - France : décembre 1936

## Distribution
- Bing Crosby : Larry Poole
- Madge Evans : Susan Sprague
- Louis Armstrong : Henry
- Edith Fellows : Patsy Smith, alias Tricia ou "Sarge"
- Donald Meek : Grand-père Smith
- John Gallaudet : Hart
- William Stack : Carmichael
- Nana Bryant : Mlle Howard
- Tommy Dugan : Crowbar Miller
- Nydia Westman : Slavey
- Charles C. Wilson (non crédité) : le directeur de la prison

## Chansons
- Pennies from Heaven, Let's Call a Heart a Heart, One, Two, Button Your Shoe, So Do I et Skeleton in Your Closet : musique d'Arthur Johnston (en), paroles de Johnny Burke.

## Récompenses et distinctions
- Arthur Johnson et Johnny Burke furent nommés pour l'Oscar de la meilleure chanson originale, pour la chanson dont ils étaient respectivement compositeur et auteur, Pennies from Heaven.